# Trận Đại Lăng Hà
Trận Đại Lăng Hà (chữ Hán: 大凌河之战 Đại Lăng Hà chi chiến) là cuộc chiến giữa nhà Hậu Kim và nhà Minh đầu thế kỷ 17 trong lịch sử Trung Quốc. Nhà Hậu Kim tấn công nhằm đập tan cứ điểm quân sự trọng yếu của nhà Minh ở Liêu Tây là thành Đại Lăng Hà.

## Bối cảnh

### Về phía nhà Minh
Tháng giêng năm Sùng Trinh thứ 4 (1631) nhà Minh, lão thần Tôn Thừa Tông một lần nữa nắm giữ quân vụ của quan ngoại, sau khi giành lại 4 thành Vĩnh Bình một cách dễ dàng từ tay A Mẫn, đã quyết định lần thứ 3 đắp thành Đại Lăng Hà. Trước đó, nghe tin Viên Sùng Hoán bị bắt giam, Tổ Đại Thọ quay về Quan Ngoại, được Thừa Tông dạy dỗ, Sùng Hoán khuyên bảo, mới vào lại Quan Nội. Trong cuộc chiến thu hồi 4 thành Vĩnh Bình, lập được công lớn, đến tháng 7 đảm nhiệm việc đắp thành Đại Lăng Hà .
Viên Sùng Hoán từng 2 lần đắp thành này, nhưng Hoàng Thái Cực đều không để ông ta làm xong. Thành Đại Lăng Hà nay là thành phố Lăng Hải, xưa gọi là huyện Cẩm; sông Đại Lăng xưa gọi là Du Thủy, Long Xuyên, Bạch Lang Thủy, đời Liêu đổi gọi là sông Lăng hay Linh, sông Đại Lăng. Sông dài 398 km, là then chốt giao thông nối liền vùng Đông bắc với Trung Nguyên: nước Tề bắc phạt Sơn Nhung, Tiền Yên vào giành Trung Nguyên, Bắc Tề tấn công Khiết Đan, Tùy - Đường bình định Cao Ly, đều lấy Đại Lăng Hà cốc làm con đường chính để hành quân .
Vị trí của thành phố Lăng Hải cách Cẩm Châu về phía đông hơn 30 dặm, là phòng tuyến trọng yếu che chắn cho Cẩm Châu. Ninh Viễn – Cẩm Châu là bình phong của Sơn Hải Quan, Hậu Kim muốn tấn công nhà Minh thì vượt qua Sơn Hải Quan là con đường ngắn nhất, nghĩa là cần phải hạ được Ninh Viễn – Cẩm Châu. Muốn hạ được Cẩm Châu, thì thành Đại Lăng Hà không thể tồn tại. Từ khi Viên Sùng Hoán lên nắm quyền ở Liêu Đông, Minh – Kim kịch liệt tranh giành 2 thành Đại, Tiểu Lăng Hà, bên xây bên phá .

### Về phía Hậu Kim
Trước cuộc tập kích Bắc Kinh vào năm Thiên Thông thứ 3 (1629), Hoàng Thái Cực mượn danh nghĩa quan tâm đến sức khỏe của anh trai, xóa bỏ chế độ hằng tháng luân phiên chấp chính của Tứ Đại Bối lặc (Đại Thiện, A Mẫn, Mãng Cổ Nhĩ Thái và Hoàng Thái Cực) mà Nỗ Nhĩ Cáp Xích đặt ra. Hoàng Thái Cực phỏng theo quan chế nhà Minh, đặt ra Lục bộ, lấy những Bối lặc trẻ tuổi đảm nhiệm. Quan viên Lục bộ đặt sự lãnh đạo trực tiếp của Đại Hãn. Cuộc tập kích không đạt được mục đích cuối cùng là Bắc Kinh, nhưng giành được một lượng lớn nhân khẩu và tài sản, tăng cường rất nhiều cho quốc lực . Những người phản đối cuộc tập kích này là Đại Thiện và Mãng Cổ Nhĩ Thái đều phải im lặng, tạo điều kiện cho Hoàng Thái Cực đoạt quyền và giam cầm A Mẫn vì tội để mất 4 thành Vĩnh Bình và tàn sát thường dân (trong đó có một phần là vì Đại Thiện và Mãng Cổ Nhĩ Thái cũng muốn triệt hạ A Mẫn). Hoàng Thái Cực đã tiến những bước vững chắc trên con đường thâu tóm quyền lực của chính quyền Hậu Kim.
Mặt khác, hành động này đã làm bộc lộ sự yếu kém của vương triều nhà Minh, xóa tan ám ảnh của quân Bát Kỳ về trận thua Ninh - Cẩm, củng cố quyết tâm thôn tính Trung Nguyên của Hoàng Thái Cực. Với việc trọng trấn quân sự Đại Lăng Hà được xây dựng, Hoàng Thái Cực lập tức điều động đại quân, tổ chức tấn công.

## Quá trình

### Vây thành
Ngày 27 tháng 7 (24 tháng 8 DL), Hoàng Thái Cực tự cầm quân, từ Thẩm Dương xuất phát, giữa trưa vượt Liêu Hà. Ngày 1 tháng 8 (27 tháng 8 DL), Hoàng Thái Cực giải chiếu khoản đãi binh sĩ Mông Cổ tham chiến, chia quân làm 2: bọn Bối lặc Đức Cách Loại, Nhạc Thác, A Tể Cách soái 2 vạn quân, đi qua Nghĩa Châu đóng giữ ở khoảng giữa Cẩm Châu và Đại Lăng Hà, cắt đứt liên lạc của 2 nơi này; còn mình tự soái đại quân đi qua Hắc Sơn, Quảng Ninh, chính diện bức đến thành Đại Lăng Hà.
Ngày 6 tháng 8 (1 tháng 9 DL), 2 lộ đại quân hội họp dưới thành, Hoàng Thái Cực nói: "Đánh thành e tổn thất nhiều sĩ tốt, không bằng vây khốn lâu dài. Quân trong thành ra, ta giao chiến; quân cứu viện đến, ta đón đánh."  Rồi chia các Bối lặc, các tướng ra vây thành: Lãnh Cách Lý nhận từ phía bắc sang tây, Đạt Nhĩ Cáp nhận từ phía bắc sang đông, A Ba Thái tiếp ứng cho họ; Giác La Sắc Lặc nhận phía chính nam, Mãng Cổ Nhĩ Thái, Đức Cách Loại tiếp ứng; Thiên Cổ nhận từ phía nam sang tây, Tế Nhĩ Cáp Lãng tiếp ứng; Vũ Nạp Cách nhận từ phía nam sang đông, Khách Khắc Đốc Lễ nhận từ phía đông sang bắc, Đa Đạc tiếp ứng cho họ; Y Nhĩ Đăng nhận từ phía đông sang nam, Đa Nhĩ Cổn tiếp ứng; Hòa Thạc Đồ nhận từ phía tây sang bắc, Đại Thiện tiếp ứng; Ngạc Bản Đoái nhận phía chính tây, Diệp Thần nhận từ phía tây sang nam, Nhạc Thác tiếp ứng cho họ. Các Bối lặc Mông Cổ đều soái bộ hạ lấp đầy các khoảng trống. Đông Dưỡng Tính soái Ô Chân (nghĩa là nặng) Siêu Cáp (nghĩa là quân hay binh) chở pháo vượt Cẩm Châu đại đạo mà đặt doanh trại. Các tướng Kim chia ra, quanh thành đào hào, sâu rộng đều đến cả trượng. Ngoài hào xây tường, cao đến cả trượng, làm bễ nghễ (đầu tường hình răng cưa); cách tường 5 trượng về phía sau lại làm hào, rộng 5 thước, sâu 7 thước 5 tấc. Ngoài doanh đều đào hào, sâu rộng 5 thước .
Quân Minh ở trên thành nhìn xuống, chỉ thấy "nghịch nô vây tầng tầng lớp lớp, liên tiếp đào bốn con hào, khúc khuỷu khó đi, khí giới – dụng cụ sẵn sàng, tính toán rất giảo quyệt vậy!"  Lương thực trong thành chỉ đủ dùng trong vài ngày, Tổ Đại Thọ muốn đột vây, nhưng không làm nổi, đành ngồi chờ viện binh . Các tướng Kim vừa đánh vừa phủ dụ các đài, bảo ngoài thành, lần lượt hạ được tất cả. Quân Minh ra thành tìm củi, quân Kim bắt được thì xẻo tai .
Vây hơn tháng, Hoàng Thái Cực muốn tiêu hao sanh lực của quân giữ thành, giả cách rằng viện quân Cẩm Châu đến. Đại Thọ thấy ở nơi cách thành 10 dặm có cờ dựng súng nổ, bụi mù bốc cao, cho là thật, bèn đưa quân ra đánh đài ở góc tây nam thành. Thiên Cổ, Diệp Thần cùng các Bối lặc Mông Cổ đốc quân chống lại, Hoàng Thái Cực tự soái quân Ba Nha Lạt (tinh binh được tuyển chọn từ con em quý tộc Kiến Châu Nữ Chân) từ trên núi ập xuống. Đại Thọ biết là trúng kế, vội thu binh vào thành, tử thương hơn trăm người, từ đó không dám ra nữa .

### Diệt viện
Ngày 16 tháng 8 (11 tháng 9 DL), 2000 viện quân nhà Minh từ Tùng Sơn đến, bị quân Kim của A Sơn, Lao Tát, Đồ Lỗ Thập đánh bại. Ngày 26 (tức ngày 21 DL), Tổng binh Ngô Tương, Tống Vĩ đưa 6000 quân từ Cẩm Châu đến, gặp buổi sáng sương mù mờ mịt, bị bọn Bối lặc A Tế Cách đánh bại. Quân Minh bị bắt 1 viên Du kích, mất sạch ngựa, xe . Tháng 9, Liêu Đông tuần phủ Khâu Hòa Gia, Tổng binh Ngô Tương, Tống Vĩ hợp 6000  đến 7000  quân đến cứu, bị Hoàng Thái Cực tự soái Bối lặc Đa Đạc cùng bọn Đồ Lỗ Thập đưa hơn 200 quân Ba Nha Lạt vượt Tiểu Lăng Hà, nhân lúc gió lớn thổi cát bụi mù trời mà đánh bại quân Minh .
Ngày 24 tháng 9 (19 tháng 10 DL), Giám quân đạo Trương Xuân cùng bọn Tương, Vĩ hợp 4 vạn kỵ bộ đến cứu, vượt Tiểu Lăng Hà, kết hợp chiến xa và đại pháo, bày trận chặt chẽ. Đôi bên đối trận cách thành Đại Lăng Hà 15 dặm, quân Bát Kỳ tỏ ra lúng túng, trong khi chiến xa của quân Minh từng bước tiến lên rất chắc chắn, không ngờ cũng là từng bước tiến vào tầm bắn của 40 cỗ Hồng y đại pháo mà Đông Dưỡng Tính đã đặt ở phía đông trận địa của quân Minh. Đông Dưỡng Tính cho nổ pháo, quân Minh lập tức rối loạn, Hoàng Thái Cực cùng bọn Bối lặc Đại Thiện đưa 2 vạn người xông lên .
Hoàng Thái Cực soái kỵ binh ở 2 cánh xộc vào trận địa của quân Minh, bắn tên như mưa. Kỵ binh Kim xông pha ngang dọc, pháo của quân Minh mất tác dụng. Quân Minh gặp bất lợi, Ngô Tương chạy đầu tiên. Mây đen giăng đầy trời, gió từ phía tây thổi lại, Trương Xuân dùng hỏa công, thế lửa rất mạnh, buộc quân Kim dừng lại, chợt có mưa rào, gió đổi hướng về phía quân Minh, khiến quân Minh càng loạn. Quân Kim ở cánh phải phá được trận địa của Trương Xuân, đuổi theo hơn 30 dặm, bắt được Xuân cùng bọn phó tướng Trương Hoằng Mô, Dương Hoa Trưng, Tiết Đại Hồ, tham tướng Khương Tân hơn 30 người, chém bọn phó tướng Trương Cát Phủ, Mãn Khố, Vương Chi Kính, bọn Ngô Tương, Tống Vĩ vài mươi người trốn thoát.

### Chiêu hàng
Vừa đến dưới thành, Hoàng Thái Cực mệnh cho bắn thư vào trong thành, kêu gọi binh sĩ Mông Cổ ra hàng. Vây hơn 10 ngày, Hoàng Thái Cực gởi thư cho Tổ Đại Thọ, nhắc lại việc hòa nghị của Viên Sùng Hoán ngày trước, Đại Thọ không trả lời .
Tháng 10, Hoàng Thái Cực lại sai sứ chiêu hàng Đại Thọ, rồi mệnh cho bọn Hoằng Mô viết thư khuyên hàng. Đại Thọ soái quan, tướng gặp sứ giả ở ngoài thành, nói: "Ta thà chết ở đây, chứ không hàng!" Hoàng Thái Cực gởi thư cho Đại Thọ, hứa sẽ không giết. Có kẻ tên là Vương Thế Long  hay Trương Dực Phụ , trèo thành ra hàng, nói trong thành lương cạn, các hàng quán chứa đầy xác chết, ngựa đã bị mổ hết, người phải ăn thịt người. Khi Trương Xuân đại chiến với quân Kim, Tổ Đại Thọ vẫn án binh bất động, không thể chỉ vì Đại Thọ bị lừa một lần đến nỗi khiếp sợ không dám ra, mà là quân trong thành không còn đủ sức để tham chiến nữa.
Từ ngày 7 đến ngày 9 tháng 10 (tức 31 tháng 10 đến 2 tháng 11 DL), Hoàng Thái Cực trước sau gởi thư cho bọn Tổ Đại Thọ, Hà Khả Cương, phó tướng Trương Tồn Nhân, khuyên bọn họ mau ra hàng. Nhưng Tổ Đại Thọ và bộ hạ vẫn kiên trì chống lại, nguyên nhân trực tiếp là hành động tàn sát 4 thành Vĩnh Bình của A Mẫn năm trước. Trong thư viết tay, Hoàng Thái Cực đã giải thích: "Xưa kia xác thực có việc giết dân Liêu, ta rất lấy làm buồn bã hối hận, bọn ta từ lâu đã không làm như vậy nữa. Còn việc đồ thành Vĩnh Bình là hành vi của Nhị Bối lặc A Mẫn, hắn vì việc này mà phải chịu sự trừng phạt nghiêm khắc, hy vọng ngươi không giữ mãi thiên kiến này." Nhưng bọn Đại Thọ không thể tin được. Ngoài ra, còn vì Hà Khả Cương nhận xét: Hoàng Thái Cực đã đến Bắc Kinh rồi lại quay về, rõ là không có hùng tâm thống nhất thiên hạ, chẳng hơn gì một kẻ cường đạo chiếm núi xưng vương. Quân Kim chiến đấu cũng vì một chữ "thưởng", đi theo Hoàng Thái Cực sẽ chẳng có kết cục tốt đẹp gì .

### Kết cục
Tham tướng Vương Cảnh dâng đài Vu Tử Chương đầu hàng. Quân Kim hạ được các bảo ở cạnh thành, lấy đi lương khô, sửa sang hào lũy, củng cố vòng vây. Tổ Đại Thọ không còn chút cơ may nào để thoát ra. Hoàng Thái Cực sai Khương Tân đi chiêu hàng, Đại Thọ gặp Tân ở ngoài thành, sai du kích Hàn Đống đưa tiễn. Đống trở về nói với ông rằng quân Kim rất nghiêm chỉnh, Đại Thọ bắt đầu nghĩ đến việc đầu hàng.
Ngày 25 tháng 10 (tức 18 tháng 11 DL), Tổ Đại Thọ yêu cầu tướng Kim là Thạch Đình Trụ đến bàn bạc việc đầu hàng. Buổi chiều cùng ngày, Tổ Khả Pháp (con nuôi), Tổ Trạch Nhuận (cháu trai, trước khi Đại Thọ có con trai từng được chọn làm người kế tự), Lưu Thiên Lộc, Trương Tồn Nhân đến doanh Kim làm con tin. Hoàng Thái Cực sai Khố Nhĩ Triền, Long Thập, Ninh Hoàn Ngã cùng đi với Đình Trụ. Đình Trụ vượt hào gặp Đại Thọ, Đại Thọ nói rằng vợ con mình đều ở Cẩm Châu, muốn về đấy đón gia quyến, rồi sẽ tìm cách dâng thành cho quân Kim .
Khi ấy các tướng ở Đại Lăng Hà đều đồng ý đầu hàng, chỉ có phó tướng Hà Khả Cương không theo, Tổ Đại Thọ lệnh cho đưa ra ngoài thành mà giết đi . Sứ giả của Đại Thọ đưa thư thề nguyền đến, trên thư có tên Tổng binh quan Tổ Đại Thọ, phó tướng Lưu Thiên Lộc, Trương Tồn Nhân, Tổ Trạch Hồng, Tổ Trạch Nhuận, Tổ Khả Pháp, Tào Cung Thành, Hàn Đại Huân, Tôn Định Liêu, Bùi Quốc Trân, Trần Bang Tuyển, Lý Vân, Đặng Trường Xuân, Lưu Dục Anh, Đậu Thừa Vũ, tham tướng, du kích Ngô Lương Phụ, Cao Quang Huy, Lưu Sĩ Anh, Thịnh Trung, Tổ Trạch Viễn, Hồ Hoằng Tiên, Tổ Khắc Dũng, Tổ Bang Vũ, Thi Đại Dũng, Hạ Đắc Thắng, Lý Nhất Trung, Lưu Lương Thần, Trương Khả Phạm, Tiêu Vĩnh Tộ, Hàn Đống, Đoạn Học Khổng, Trương Liêm, Ngô Thái Thành, Phương Nhất Nguyên, Đồ Ứng Kiền, Trần Biến Vũ, Phương Hiến Khả, Lưu Vũ Nguyên, Dương Danh Thế. Hoàng Thái Cực soái các Bối lặc thề rằng các tướng Minh dâng thành Đại Lăng Hà đầu hàng, quan, tướng, binh, dân trong thành sẽ không bị làm hại. Thề xong, Hoàng Thái Cực sai Long Thập báo với Đại Thọ. Đại Thọ ngay hôm ấy soái các tướng mở tướng thành, đến thẳng doanh Kim gặp Hoàng Thái Cực. Hai người vui vẻ nói chuyện rất lâu, bàn bạc kế hoạch chiếm lấy Cẩm Châu, được ban các thứ mũ lông cáo đen, áo khoác lông chồn, thắt lưng ánh vàng, giày gấm đoạn, yên ngựa được chạm khắc, ngựa trắng,… Đó là ngày Mậu Thìn (28) tháng 10 (tức 21 tháng 11 DL).
Hoàng Thái Cực lệnh cho quan, tướng, binh, dân trong thành Đại Lăng Hà cạo đầu. Khi xưa đắp thành, quân sĩ, lao dịch, thương nhân có hơn 3 vạn, nay chỉ còn 11682 người; 32 thớt ngựa. Quân Thanh phá hủy thành Đại Lăng Hà rồi rút lui. Đến Thẩm Dương, Hoàng Thái Cực mệnh cho Đạt Hải an ủi các hàng tướng, ban nhà cửa cho con cháu của Đại Thọ (lúc này Tổ Đại Thọ đã vào Cẩm Châu), đãi ngộ mọi người hậu hĩ.

## Ảnh hưởng
Hoàng Thái Cực đã tiếp thu bài học từ thất bại Ninh – Cẩm, thay đổi biện pháp đánh thành, chủ trương vây khốn lâu dài. Sau này đánh hạ Cẩm Châu, buộc Tổ Đại Thọ phải đầu hàng thật sự, Hoàng Thái Cực lại dùng chiến thuật này, giành được kết quả mỹ mãn.
Quân dân thành Đại Lăng Hà chết đói vẫn không hàng đã khiến những nhà lãnh đạo chính quyền Hậu Kim nhận thức đầy đủ tác hại mà hành vi đồ thành Vĩnh Bình của A Mẫn gây ra . Vào tháng 11 cùng năm, Hoàng Thái Cực nói với các Bối lặc, đại thần: "A Mẫn đồ thành, là bởi vì hắn không đọc sách hiểu lẽ, không nắm rõ đạo lý trị nước. Còn chúng ta vây khốn Đại Lăng Hà gần 3 tháng, quân Minh chết đói không hàng, thề chết tận trung vì triều đình, đây là do bọn họ đọc sách nên thu được kết quả từ lễ giáo nhà Minh. Vì thế, chúng ta cũng cần đọc sách, cùng cần lễ giáo nhà Minh, từ nay về sau, phàm con em 8 tuổi trở lên, 15 tuổi trở xuống cần phải đọc sách, rồi đảm trách chức quan trong Thừa Văn quán để phiên dịch kinh điển tiếng Hán." Chính quyền Hậu Kim chính thức tiếp nhận văn hóa hán tộc bắt đầu từ đây .
Bắt đầu từ trận đánh này, quân Kim sử dụng Hồng y đại pháo do chính bọn họ nghiên cứu chế tạo, đối với sự nghiệp thâu tóm Trung Nguyên về sau có vai trò rất quan trọng. Còn các hàng tướng nhà Minh, Hoàng Thái Cực nhất loạt giữ nguyên quan chức, nhiều người được trọng dụng, gây ra tiếng vang lớn .
Vào lúc mới đến dưới thành Đại Lăng Hà, Hoàng Thái Cực trèo lên gò ở phía nam thành, gặp hàng tướng Ma Đăng Vân, Hắc Vân Long, nói: "Tinh binh thiện xạ của nhà Minh ở hết trong thành này. Quân đội quan nội mạnh yếu, trẫm nắm rất rõ." Đăng Vân đáp: "Quân đội ở thành này, như đầu mũi của cây thương, mũi gãy cán còn, làm được gì nữa?"  Đúng như nhận xét của Hoàng Thái Cực, trận đánh này đã tiêu diệt đội quân thiện chiến nhất của nhà Minh ở Quan Ngoại: Quan Ninh thiết kỵ. Những người không bị chết đói gia nhập quân đội Hậu Kim, làm cho lực lượng của họ thêm lớn mạnh .
Trận Đại Lăng Hà có ý nghĩa quyết định nên còn được ví là :"Trận Tương Dương thời Minh mạt."